# Хельмут Райтель
Хельмут Райтель (нім. Helmuth Hans Walter Paul Raithel ; 9 квітня 1907, Інгольштадт — 12 вересня 1990, ФРН) — штандартенфюрер СС.

## Сім'я та юність
Народився в сім'ї офіцера, брат — генерал-лейтенант Вільгельм Райтель. Був одружений, батько двох дочок.
У 1913—1916 навчався в народній школі, у 1916—1926 — у гімназії Віттельсбахів у Мюнхені. Будучи гімназистом, брав участь у діяльності штурмабтейлунгу «Россбах» — одного з фрайкорів (воєнізованих добровольчих корпусів, які включали людей з правими політичними поглядами). У цій якості брав участь у путчі Гітлера - Людендорфа в Мюнхені в 1923 році.

## Військова служба
- 1 квітня 1926 вступив у рейхсвер (збройні сили Веймарської республіки ) як кандидат в офіцери.
- З 1 квітня 1926 року по 15 жовтня 1934 року проходив службу в 19-му піхотному полку.
- З 1 липня 1927 - єфрейтор-фаненюнкер.
- З 1 жовтня 1927 - фанеюнкер-унтер-офіцер.
- З серпня 1928 - фенріх (прапорщик).
- З 1 червня 1930 - лейтенант.
- З 1 липня 1932 - обер-лейтенант.
- З 1 квітня по 30 червня 1935 року проходив навчання в школі зв'язку в Ютенбурзі.
- У 1935-1937 - офіцер зв'язку 100-го піхотного полку.
- З 1 квітня 1937 - гауптман (капітан).
- У 1937-1938 - командир роти 99-го гірськострілецького полку.
- У 1938-1939 - ад'ютант 99-го гірськострілецького полку.
- У 1939-1940 - начальник підготовки в гірничострілецькій школі у Фульпмесі.
- З 15 серпня 1940 - командир батальйону 143-го гірничо-стрілецького полку, брав участь у боях на Криті (навесні 1941), а потім на північній ділянці Східного фронту.
- З 1 листопада 1941 - майор.
- У серпні-жовтні 1942 р. перебував у резерві.
- У 1942-1943 - командир другого навчального курсу гірничострілецької школи.
- З 1 серпня по 4 жовтня 1943 - командир 746-го гренадерського полку.
- З 1 жовтня 1943 - підполковник.

## Член СС
- 1 грудня 1943 р. вступив до СС (№ 470211) у чині оберштурмбанфюрера військ СС.
- З 20 квітня 1944 - штандартенфюрер військ СС.
- З 30 листопада 1943 по 6 червня 1944 - командир 28-го полку 13-ї гірської дивізії СС «Ханджар», брав участь у бойових діях на Балканах проти партизанів.
- У 1944 був представлений командиром 13-ї дивізії бригадефюрером СС Зауберцвайгом до Лицарського Залізного Хреста, але не отримав його.
- З 1 липня 1944 року (або з 6 червня 1944 року) по 28 вересня 1944 року — командир 23-ї гірської дивізії СС «Кама» .
- З 1 жовтня 1944 року по 12 грудня 1944 року перебував на лікуванні в лазареті Аграм у зв'язку з пораненням.
- З 12 грудня 1944 по 8 травня 1945 - командир 11-го гірничо-стрілецького полку СС « Рейнхард Гейдріх» у складі 6-ї гірничої дивізії СС «Норд».
- У травні 1945 здався англо-американським військам.

## Нагороди
- Орден крові (за участь у путчі в Мюнхені у 1923).
- Залізний хрест 2-го класу ( 25 вересня 1939).
- Залізний хрест 1-го класу ( 26 квітня 1941).
- Німецький хрест у золоті ( 31 січня 1942).
- Східна медаль ( 9 січня 1943).
- болгарська медаль за хоробрість ( 17 березня 1943).
- нарукавна стрічка Kreta ( 3 квітня 1943) - за участь у боях на Криті в 1941 році.
- Піхотно-штурмовий знак ( 22 травня 1943).
- Хрест за військові нагороди 2-го класу з мечами.